# Liên đoàn bóng đá Congo
Liên đoàn bóng đá Congo (tiếng Pháp: Fédération congolaise de football) là tổ chức quản lý, điều hành các hoạt động bóng đá ở Cộng hòa Congo. Liên đoàn quản lý đội tuyển bóng đá quốc gia Congo, tổ chức các giải bóng đá như vô địch quốc gia và cúp quốc gia. Hiệp hội bóng đá Congo gia nhập FIFA năm 1962 và CAF năm 1966.